# Bâtard
Bâtard is een nummer van de Belgische muzikant Stromae uit 2014. Het nummer is afkomstig van zijn tweede studioalbum Racine carrée.
Het nummer werd een bescheiden hitje in Wallonië en Frankrijk. In Nederland en Vlaanderen heeft het nummer geen hitlijsten behaald.